# Эль Дуче
Э́лдон Хо́ук (англ. Eldon Hoke; 23 марта 1958, Сиэтл — 19 апреля 1997, Риверсайд), более известный под своим сценическим псевдонимом Эль Ду́че (El Duce) — вокалист и барабанщик эпатажной американской рок-группы The Mentors, также на протяжении 1990-х выпускал сольные альбомы. Творчество Элдона примечательно изобилием чёрного юмора и заигрыванием с табуированными темами.
Сам Эль Дуче обрёл гораздо большую известность благодаря интервью для фильма «Курт и Кортни», в котором рассказал о том, что Кортни Лав пыталась нанять его в качестве киллера, чтобы убить своего мужа Курта Кобейна.
Помимо участия в ряде ток-шоу, Эль Дуче снялся в нескольких фильмах, являясь также сценаристом и режиссёром одного из них («Du-Beat-e-o»). В этом фильме с ним снялась известная рок-певица Джоан Джетт.
19 апреля 1997 года, на следующий день после последнего выступления и через день после интервью для фильма «Курт и Кортни», был найден мёртвым на железнодорожном полотне у Риверсайда; его голову отрезал проходивший поезд. Сейчас[когда?] группа The Mentors продолжает выступать и записываться с новым вокалистом-ударником.

## Дискография
- 1991 - The Man, The Myth, The Legend
- 1992 - Booze and Broads
- 1993 - Musical Pornography
- 1993 - Slave to thy Master
- 1995 - Buttfucking Man
- 1996 - Lock Up Yer Daughters
- 1997 - Karaoke King I
- 1997 - Karaoke King II
- 1997 - Perverts on Parade
- 2010 - God  (последняя прижизненная запись)
- 2011 - El Duce's XXX-Mas
- 2018 - Have Scum Will Travel  (сборник ауттейков разных лет)

## Фильмография
- Du-beat-e-o (1984)
- Два придурка в Голливуде (1988) Two Idiots in Hollywood … Male Prisoner
- Closure (видео) (1997) (играет самого себя, в титрах не указан)
- Курт и Кортни: Конец «Нирваны» (1998) Kurt & Courtney